# 多克希齊區
多克希齊區（羅馬化：Dokshitskiy rayon）是白俄羅斯北部维捷布斯克州的一個區，行政中心为多克希齊；面積2,267.61平方公里，2009年人口26,828人，人口密度每平方公里11.83人。